# Lady Gaga
Lady Gaga, artistnamn för Stefani Joanne Angelina Germanotta, född 28 mars 1986 i New York, är en amerikansk sångerska, låtskrivare och skådespelare. Hon är uppvuxen i en italiensk-amerikansk familj. Hon har sedan sitt debutalbum The Fame 2008 fram till 2025 kommit med ytterligare sex studioalbum. Hon uppmärksammades 2018 för huvudrollen i nyinspelningen av A Star Is Born, där duetten "Shallow" senare belönades med Oscar för bästa sång.
År 2018 hade Lady Gaga sålt 30 miljoner album och 64 miljoner singlar och hennes singel "Just Dance" är bland de 20 mest sålda låtarna sedan 2000. Lady Gaga hade 2021 cirka 12 miljarder streams på streamingtjänsten Spotify, även om hon bara släppt tre album i "streamingeran". Hennes fem soloalbum har alla fram till 2023 strömmats minst en miljard gånger.
Hon har bland annat skrivit låtar till Pussycat Dolls, Akon och Britney Spears. Singlarna Just Dance, Poker Face, Paparazzi, Bad Romance och Alejandro är alla skrivna och producerade av Lady Gaga och marockansk-svenske producenten och låtskrivaren Redone. Han har även varit med och gjort låtar till Lady Gagas album Born This Way. I mars 2012 följde mer än 20 miljoner människor henne på Twitter vilket gjorde henne till den mest följda personen på mikrobloggen.

## Biografi

### 1986–2005: Uppväxt och studier
Lady Gagas riktiga namn är Stefani Joanne Angelina Germanotta. Hon föddes på Lenox Hill Hospital på Manhattan i New York. Hon har italienska och franska rötter.
Under grundskolan studerade hon vid den katolska flickskolan Convent of the Sacred Heart i New York. Efter high school började hon studera musikvetenskap på Collaborative Arts Project 21 vid New York University. Hon studerade där under tre terminer åren 2003–2005.

## Karriär

### 2005–2010: Karriärens början

Lady Gaga under The Monster Ball Tour 2010.

Lady Gagas karriär började med att hon sjöng i sitt band, Stefani Germanotta Band, innan Akon insåg att hans låtskrivare också kunde sjunga själv. Han övertygade Interscope Records att skriva kontrakt med henne. Under senare delen av 2007 träffade Lady Gaga även den svensk-marockanske låtskrivaren och producenten Redone. Under 2008 hade Lady Gaga ett nära samarbete med sitt skivbolag för att slutföra sitt debutalbum The Fame. På albumet kombineras flera olika genrer såsom pop, dance och electropop. Albumet nådde första platsen i Storbritannien, Kanada, Österrike, Tyskland, Schweiz och Irland samt topp-5 i 17 andra länder, inklusive USA. Albumet har sålt över 14 miljoner exemplar världen över. I april samma år släppte hon sin debutsingel Just Dance. Låten producerades av Redone tillsammans med Lady Gaga och Akon. Låten blev inte omedelbart en succé utan låg långt ner på många länders listor innan den nådde förstaplatsen på listorna i sex länder – Australien, Kanada, Nederländerna, Irland, Storbritannien och USA under sommaren 2008.
Andra singeln, Poker Face, släpptes i slutet av september 2008 och blev en ännu större framgång världen över; även den skriven och producerad av Redone tillsammans med Lady Gaga. Låten prisades för "Best Dance Recording" på Grammy Awards. På samma gala fick även albumet The Fame pris för "Best Electronic/Dance Album". Hon var nominerad till nio priser vid 2009 års MTV Video Music Awards och lyckades vinna priset Best New Artist, och hennes låt Paparazzi tilldelades två priser.
Ett drygt år efter utgivningen av debutalbumet The Fame släpptes Lady Gagas andra album, EP:n The Fame Monster. Kort därefter drog hon igång sin andra världsturné, The Monster Ball Tour. Turnén innehöll alla låtar från The Fame och ytterligare åtta helt nya låtar. Den första singeln från albumet var Bad Romance som nådde förstaplatsen i 18 länder. Låten vann en Grammy för "Best Female Pop Vocal Performance" samtidigt som låtens video vann priset Grammy Award for Best Short Form Music Video. Låten har mer än 500 miljoner visningar på Youtube, vilket gör den till en av de mest visade videorna på sidan. Albumets andra singel Telephone, som framfördes tillsammans med sångerskan Beyoncé, blev inte bara Lady Gagas fjärde listetta i Storbritannien utan toppade även listorna i länder som Norge, Sverige, Danmark och Irland. The Fame Monster blev också en stor musikalisk succé, hon vann en Grammy för Best Pop Vocal Album och för andra året i rad var hon nominerad för Album of the Year. Albumet blev det bäst sålda 2010 med 5,8 miljoner exemplar.
Hon är lika känd för sin musik som för sina säregna utstyrslar: exempelvis den omtalade klänningen gjord av kött som hon bar på MTV Video Music Awards 2010.

### 2011:Born This Way
Lady Gaga tillkännagav att hennes andra studioalbum, Born This Way, vars titel hon avslöjade på MTV Video Music Awards 2010, skulle släppas den 23 maj 2011. På nyårsdagen 2011 meddelade hon att den första singeln från Born This Way skulle släppas den 13 februari 2011 och ha samma titel som albumet. Låten släpptes dock den 11 februari, det vill säga två dagar tidigare än aviserat. Den fick positiv kritik även om vissa menade att den påminde mycket om Madonnas hit Express Yourself. Aldrig tidigare hade en låt sålt så fort på iTunes som Born This Way. På fem dagar hade den sålt över en miljon exemplar. Låten toppade snabbt listorna i 17 länder, bland annat Sverige, Tyskland, Spanien, Australien och USA.
Ytterligare två singlar, Judas och The Edge of Glory, gavs ut före albumet. Den förstnämnda kritiserades för att hänvisa till flera bibliska karaktärer men lyckas ändå placera sig i topp tio i de flesta länderna. The Edge of Glory släpptes ursprungligen som promosingel tillsammans med Hair före utgivningen av albumet. Men på grund av The Edge of Glorys digitala succé meddelades det att den skulle bli albumets tredje officiella singel. Låten lyckades precis som Judas nå topp tio i många länder. Den 23 maj 2011 släpptes Born This Way världen över. Albumet sålde drygt 1,1 miljon exemplar bara den första veckan i USA och debuterade högst upp på Billboard 200 och i mer än 20 andra länder.

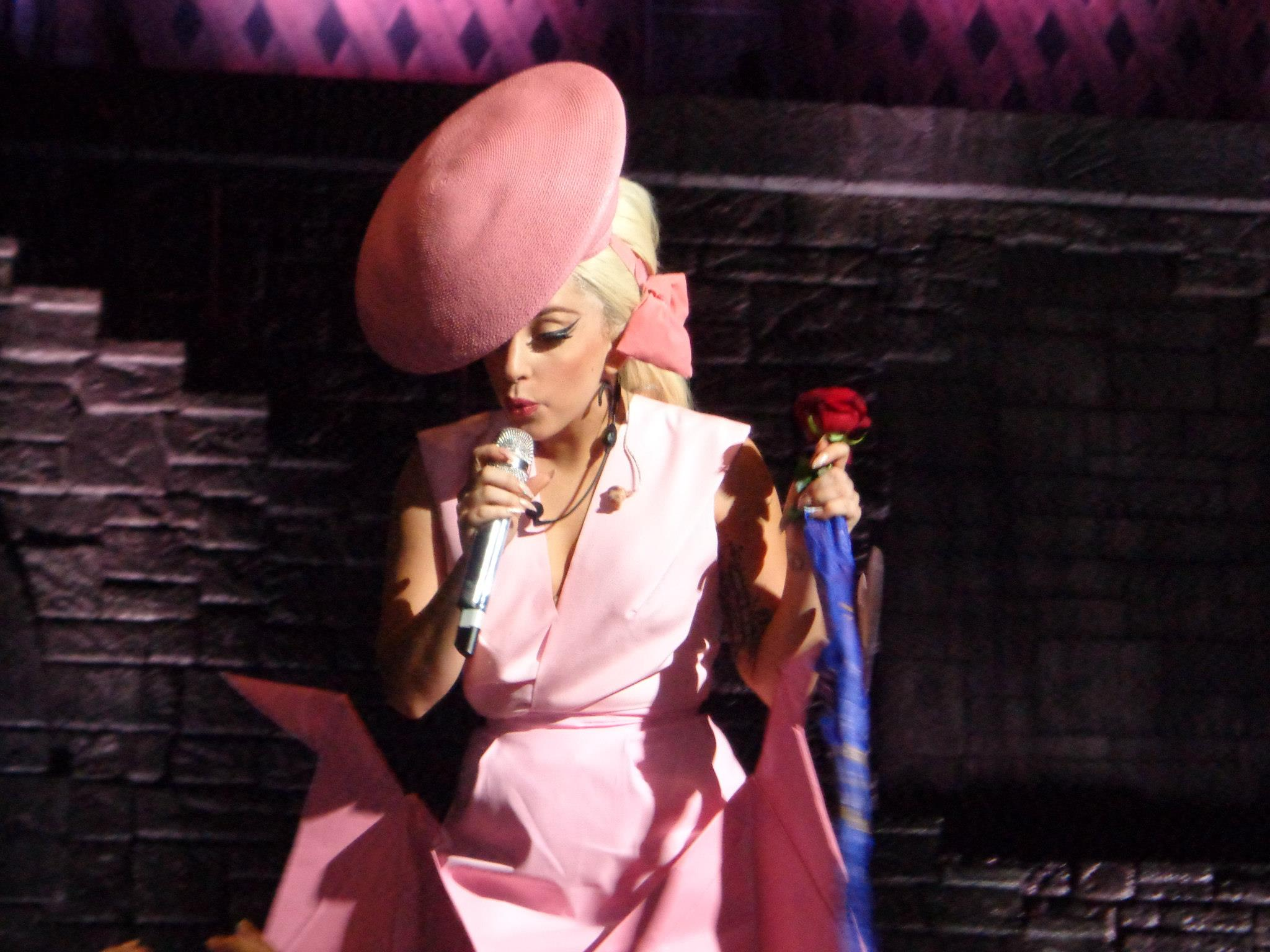
Lady Gaga, The Born This Way Ball 2012.

### 2012–2015:The Born This Way BallochArtpop
The Born This Way Ball, Lady Gagas tredje konserttour inleddes 27 april 2012 i Sydkorea. Scenen var ett slott och innehöll den så kallade "monster piten" som var en speciell del för de mest hängivna fansen, kallade "Little Monsters". Turnékonserten i Indonesiens huvudstad Jakarta ställdes in efter våldshot från islamister.
Turnén avslutades dock abrupt i början av februari 2013 på grund av att Lady Gaga hade fått en allvarlig förslitningsskada i höften. Efter att nästan inte ha haft någon kontakt med media alls gjorde hon sitt första stora uppträdande sedan skadan på 2013 års upplaga av MTV Video Music Awards, där hon stod för intronumret på galan. Där framträdde hon med nya låten Applause från albumet Artpop, som kom ut den 11 november 2013 världen över. I detta nummer band hon ihop alla sina olika eror som hon haft genom sin karriär. Under numret bytte hon kläder och peruk ett antal gånger och skildrade inledningsvis Born This Way, övergick till The Fame och The Fame Monster och sedan slutligen till Artpop.
Den 19 september 2014 släppte Lady Gaga albumet Cheek to Cheek som hon spelat in tillsammans med Tony Bennett. Den hamnade etta på Billboard 200 och blev Lady Gagas tredje albumetta och Tony Bennetts andra. Albumet vann även 2015 en Grammy i kategorin "Traditional pop vocal album".
Under 2015 spelade hon en av rollerna i skräckserien American Horror Story: Hotel.

### 2016–2019:JoanneochA Star Is Born

Gaga på Toronto International Film Festival 2018 inför premiären av A Star Is Born.

Den 15 september 2016 presenterade Lady Gaga sitt femte studioalbum Joanne, döpt efter hennes faster. Albumet släpptes den 21 oktober samma år. Efter Joanne fortsatte Lady Gaga att arbeta med stora projekt. Först fick hon erbjudandet att uppträda på halvtidshowen under Super Bowl LI och senare under året var hon även frontartist på festivalen Coachella.
Den 1 augusti 2017 påbörjade Lady Gaga sin världsturné Joanne World Tour. Den 23 oktober 2017 skulle hon ha uppträtt på Globen i Stockholm. Konserten sköts upp till den 15 februari 2018, men den 2 februari kom ett besked att hon ställde in resten av turnén. Detta efter läkares inrådan då tillståndet i hennes kroniska sjukdom fibromyalgi förvärrats.
I augusti 2017 bekräftade Lady Gaga att hon börjat arbeta på sitt sjätte studioalbum, och har spelat in i studios tillsammans med bland andra Boys Noize, DJ White Shadow och BloodPop.
I mars 2018 deltog Lady Gaga i manifestationen March for Our Lives för vapenkontroll i Washington, D.C. Samma månad släppte hon en cover av Elton Johns Your Song för hyllningsalbumet Revamp & Restoration.
Lady Gaga spelar huvudrollen mot Bradley Cooper i långfilmen A Star Is Born. Filmen hade premiär i oktober 2018 och mötte goda recensioner. Första singeln från filmens soundtrack blev Shallow, en duett mellan Lady Gaga och Cooper som släpptes den 27 september 2018. Låten blev en listetta i bland annat USA, Kanada, Australien och Storbritannien och vann en Oscar för "Bästa sång" i februari 2019. Den 24 november 2018 släpptes Always Remember Us This Way som den andra singeln från filmens soundtrack. Låten nådde första plats på Billboards US Digital Songs lista.

### 2020–:Chromatica

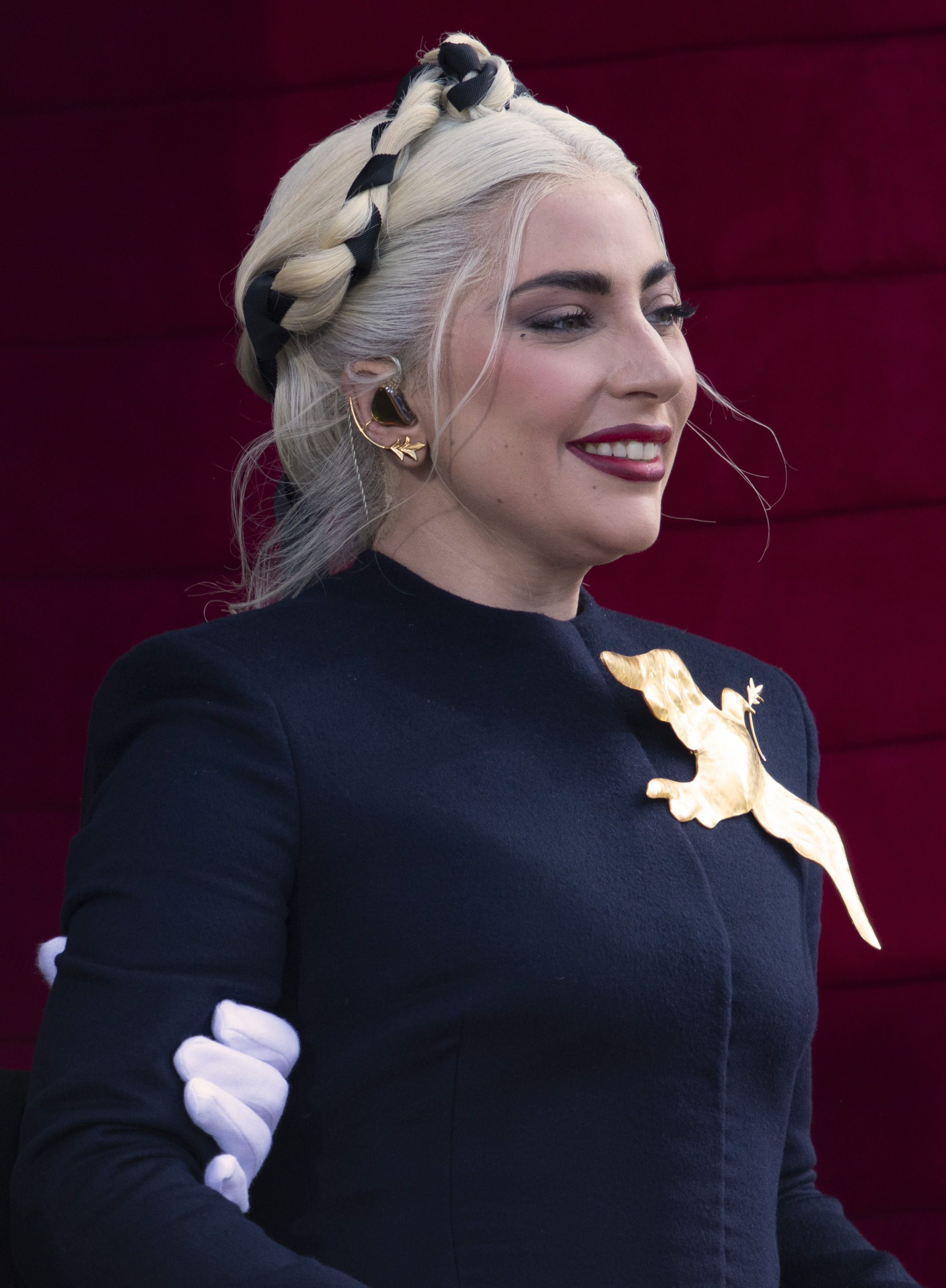
Lady Gaga vid Joe Bidens presidentinstallation.

Den 29 maj 2020 släppte Lady Gaga sitt sjätte studioalbum, det 80- och 90-talsinspirerade dance-pop- och electropop-albumet Chromatica. Albumet är uppföljaren till Lady Gagas senaste studioalbum, Joanne. Ursprungligen skulle albumet släppas den 10 april 2020, men försenades till följd av coronaviruspandemin.
Lady Gaga ser albumet som en påminnelse om sin "absoluta kärlek till elektronisk musik". Bland låtskrivarna återfinns bland andra svenskarna Axwell, Johannes Klahr, Max Martin, Rami Yacoub, Richard Zastenker, Salem Al Fakir, Vincent Pontare och Sebastian Ingrosso. Genomgående är mental hälsa, läkning och att finna lycka återkommande teman på albumet. Sångarna Ariana Grande och Elton John samt K-pop-bandet Blackpink medverkar på varsin låt på albumet. 
Lady Gaga framförde USA:s nationalsång vid presidentinstallationen av Joe Biden 20 januari 2021.
28 januari 2021 släppte Lady Gaga i samarbete med Oreo egna Oreokakor – en helt egen design inspirerad av Gagas senaste album Chromatica. I USA hade kakorna en grön färg medan kakorna i Europa var original-oreokakorna med en ny förpackning. Budskapet med kakorna, som också Lady Gagas senaste album hade, var att sprida kärlek och vänlighet – i synnerhet under  Covid-19-pandemin. Projektet kallades även Dance with Oreo.

### Övriga aktiviteter
Sedan 2019 har Lady Gaga ett eget kosmetikmärke, Haus Labs by Lady Gaga, med fokus på naturliga råvaror, innovation och kreativitet. Haus Labs har även ett samarbete med Born This Way Foundation, en stiftelse som arbetar för att öka medvetenheten kring och stötta unga med psykisk ohälsa. Stiftelsen startades 2016 av Lady Gaga och hennes mamma Cynthia Germanotta.

## Åsikter och privatliv
Lady Gaga har genom åren väckt uppmärksamhet och debatt med sina åsikter i olika frågor. Hon markerade i början av sin karriär tydligt emot en "manshatande feminism" som hon inte kunde identifiera sig med, men senare (bland annat 2010) anammade hon åtminstone en viss feministisk identitet. Hon tillhör de artister som återkommande sjunger om sex och sexualitet i sina låtar och har setts som ett exempel på en sexpositiv alternativt provokativ underhållningsindustri.
Inspirationen till hennes artistnamn, Lady Gaga, kommer från Queens låt "Radio Ga Ga".

## Diskografi

### Studioalbum
- 2008 – The Fame
- 2009 – The Fame Monster
- 2011 – Born This Way
- 2013 – Artpop
- 2016 – Joanne
- 2020 – Chromatica
- 2024 – Harlequin
- 2025 – Mayhem

### Samlings- och remixalbum
- 2010 – The Remix
- 2010 – The Singles
- 2011 – Born This Way: The Remix
- 2021 – Born This Way the tenth anniversary
- 2021 – Dawn of Chromatica

### Övriga
- 2014 – Cheek to Cheek (med Tony Bennett)
- 2018 – A Star is Born soundtrack
- 2021 – Love For Sale (med Tony Bennett)

### Singlar
| År   | Titel                                | Notering                   | Album                                                        |  |
| ---- | ------------------------------------ | -------------------------- | ------------------------------------------------------------ |  |
| 2008 | "Just Dance"                         | Med Colby O'Donis          | The Fame                                                     |  |
| 2008 | "Beautiful, Dirty, Rich"             | PR-Singel                  | The Fame                                                     |  |
| 2008 | "Poker Face"                         |                            | The Fame                                                     |  |
| 2008 | "Christmas Tree"                     | Med Space Cowboy PR-Singel |                                                              |  |
| 2009 | "Eh, Eh (Nothing Else I Can Say)"    |                            | The Fame                                                     |  |
| 2009 | "LoveGame"                           |                            | The Fame                                                     |  |
| 2009 | "Chillin"                            | Med Wale                   | Attention Deficit                                            |  |
| 2009 | "Paparazzi"                          |                            | The Fame                                                     |  |
| 2009 | "Bad Romance"                        |                            | The Fame Monster                                             |  |
| 2009 | "Video Phone"                        | Extended remix Med Beyoncé | I Am... Sasha Fierce                                         |  |
| 2009 | "Dance In The Dark"                  |                            | The Fame Monster                                             |  |
| 2010 | "Telephone"                          | Med Beyoncé                | The Fame Monster                                             |  |
| 2010 | "Alejandro"                          |                            | The Fame Monster                                             |  |
| 2011 | "Born This Way"                      |                            | Born This Way                                                |  |
| 2011 | "Judas"                              |                            | Born This Way                                                |  |
| 2011 | "The Edge of Glory"                  |                            | Born This Way                                                |  |
| 2011 | "Hair"                               | PR-Singel                  | Born This Way                                                |  |
| 2011 | "Yoü and I"                          |                            | Born This Way                                                |  |
| 2011 | "The Lady Is A Tramp"                | Med Tony Bennett           | Duets II                                                     |  |
| 2011 | "Marry the Night"                    |                            | Born This Way                                                |  |
| 2013 | "Applause"                           |                            | Artpop                                                       |  |
| 2013 | "Do What U Want"                     | Med Christina Aguilera     |                                                              |  |
| 2013 | "Venus"                              | PR-Singel                  | Artpop                                                       |  |
| 2013 | "Dope"                               | PR-Singel                  | Artpop                                                       |  |
| 2013 | "Winter Wonderland"                  | Med Tony Bennett PR-Singel |                                                              |  |
| 2014 | "G.U.Y."                             |                            | Artpop                                                       |  |
| 2014 | "Anything Goes"                      | Med Tony Bennett           | Cheek to Cheek                                               |  |
| 2014 | "I Can't Give You Anything But Love" | Med Tony Bennett           | Cheek to Cheek                                               |  |
| 2015 | "Til It Happens To You"              |                            | The Hunting Ground soundtrack                                |  |
| 2016 | "Perfect Illusion"                   |                            | Joanne                                                       |  |
| 2016 | "Million Reasons"                    |                            | Joanne                                                       |  |
| 2016 | "A-Yo"                               | PR-Singel                  | Joanne                                                       |  |
| 2017 | "The Cure"                           |                            |                                                              |  |
| 2017 | "Joanne"                             |                            | Joanne                                                       |  |
| 2018 | "Your Song"                          | Elton John cover PR-Singel | Revamp                                                       |  |
| 2018 | "Shallow"                            | med Bradley Cooper         | A Star Is Born soundtrack                                    |  |
| 2018 | "Always Remember Us This Way"        |                            | A Star Is Born soundtrack                                    |  |
| 2020 | "Stupid Love"                        |                            | Chromatica                                                   |  |
| 2020 | ”Rain On Me”                         | med Ariana Grande          | Chromatica                                                   |  |
| 2020 | ”911”                                |                            | Chromatica                                                   |  |
| 2021 | ”I Get A Kick Out Of You”            | med Tony Bennett           | Love For Sale                                                |  |
| 2021 | Love For Sale                        | med Tony Bennett           | Love For Sale                                                |  |
| 2022 | "Hold My Hand"                       |                            | Top Gun: Maverick (Music From The Motion Picture) soundtrack |  |
| 2022 | "Bloody Mary"                        |                            | Born This Way                                                |  |
| 2023 | "Sweet Sounds Of Heaven"             | med The Rolling Stones     | Hackney Diamonds                                             |  |
| 2024 | "Die With A Smile"                   | med Bruno Mars             | Mayhem                                                       |  |
| 2024 | "Disease"                            |                            | Mayhem                                                       |  |
| 2024 | "Santa Claus Is Coming To Town"      |                            |                                                              |  |
| 2025 | "Abracadabra"                        |                            | Mayhem                                                       |  |

## Filmografi

### Långfilmer
- 2013 – Machete Kills
- 2014 – Sin City: A Dame to Kill For
- 2018 – A Star is Born
- 2021 – House of Gucci
- 2024 – Joker: Folie à Deux

### Serier
- 2015 – American Horror Story: Hotel
- 2016 – American Horror Story: Roanoke

### Dokumentärer
- 2017 – Gaga: Five Foot Two

## Turnéer
- 2009 – The Fame Ball Tour
- 2009–2011 – The Monster Ball Tour
- 2011–2012 – The Born This Way Ball
- 2013 – ArtRave
- 2014 – ArtRave: The Artpop Ball
- 2014 – Lady Gaga Live at Roseland Ballroom
- 2014–2015 – Cheek to Cheek Tour (med Tony Bennett)
- 2016 – Dive Bar Tour
- 2017–2018 – Joanne World Tour
- 2018–2021 – Lady Gaga Enigma + Jazz & Piano
- 2022 – The Chromatica Ball
- 2025 – The Mayhem Ball

## Bilder

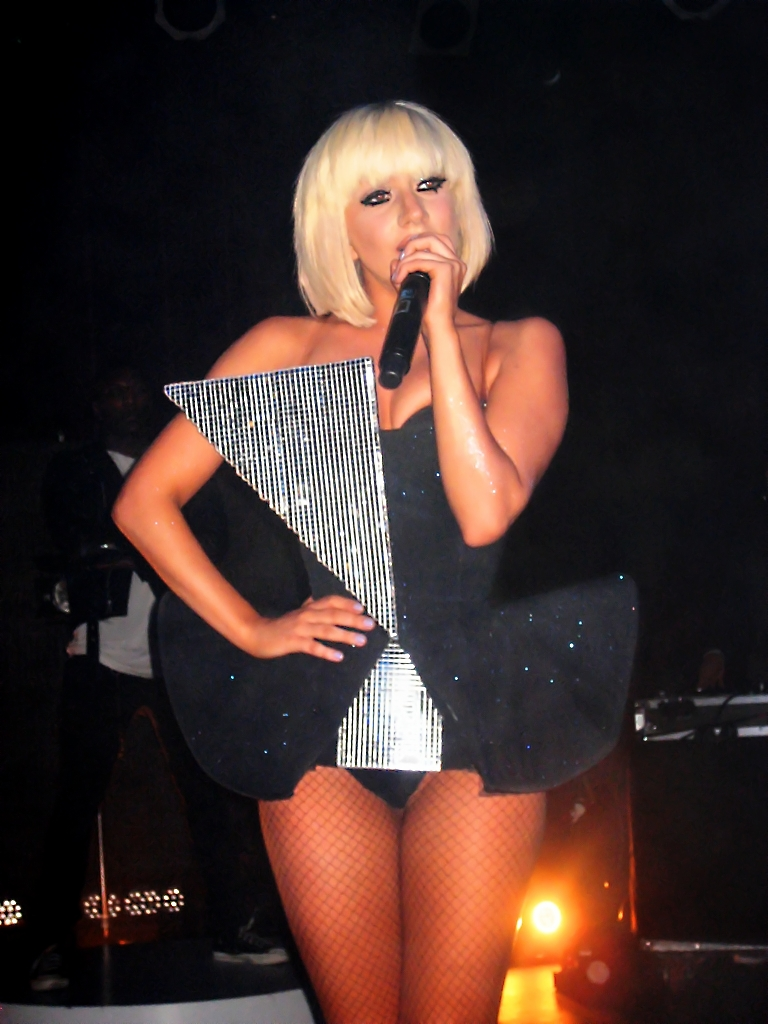
Lady Gaga: The Fame Ball Tour, 2009.
Lady Gaga: "Paparazzi", 2010.
Lady Gaga: "Bad Romance", 2010.